# Plagues and Puppy Love
Plagues and Puppy Love è un cortometraggio muto del 1917 diretto da Lawrence Semon (Larry Semon).

## Produzione
Il film fu prodotto dalla Vitagraph Company of America (come Big V Comedies).

## Distribuzione
Distribuito dalla Vitagraph Company of America, il film - un cortometraggio in una bobina presentato da Albert E. Smith - uscì nelle sale cinematografiche statunitensi il 1º ottobre 1917.
La Looser Than Loose Publishing lo ha distribuito sul mercato americano nell'agosto 2006 in un'antologia DVD di dieci cortometraggi dal titolo Larry Semon, An Underrated Genius, Volumes 1 and 2 della durata complessiva di 140 minuti.